# 노틱인베스트먼트
노틱인베스트먼트(Nautic Investment)는 대한민국의 사모투자회사이다. 11개의 프로젝트펀드와 2개의 블라인드펀드를 조성했으며, 누적 운용자산(AUM)은 4,000억 원에 달한다.

## 역사
2025년 소마사고력수학, 미래탐구 등으로 유명한 타임교육을 약 900억 원에 인수하는 것을 추진중에 있다.

## 투자기업
- 엠투아이: 스마트팩토리 솔루션업체로 PTA에쿼티파트너스와 컨소시엄을 이루어 인수[3][4]
- 한국화이바
- 두성특장차
- 엠아이큐브솔루션[5]
- 나라셀라
- 에스피시스템스[6]